# Together Again
Together Again is de tweede single van Janet Jacksons zesde studioalbum The Velvet Rope. Het is de eerste officiële single die werd uitgebracht in de VS. Het lied is opgedragen door Jackson aan vrienden die recentelijk aan aids waren overleden. Het lied werd Jacksons tweede nummer 1-hit in Nederland en zelfs haar achtste in de Amerikaanse hitlijst Billboard Hot 100. De single, waarvan wereldwijd bijna zes miljoen exemplaren zijn verkocht, is in Nederland haar succesvolste tot nu toe. Het werd een van de bestverkopende singles van een zangeres aller tijden in de UK Singles Chart.

## Videoclips
Er werden twee clips gemaakt voor het lied: de Deeper Remix (Rene Elizondo) en de albumversie (Seb Janiak), waarvan de laatste veel bekender is. In de albumversie zien we de, voor Jackson gebruikelijke, ingewikkelde choreografie en in de Afrikaanse omgeving zijn onder meer olifanten, giraffes en tijgers te zien. In de Deeper Remix denkt Janet in een appartement aan een vriend.

## Tracklists

### VS 5"-cd-single
- Together Again (Jimmy Jam Deeper Remix Radio Edit) (4:01)
- Together Again (Jimmy Jam Deep Remix Radio Edit) (4:19)
- Together Again (DJ Premier Just Tha Bass) (5:24)
- Together Again (Jimmy Jam Deep Remix) (5:48)
- Together Again (DJ Premier 100 In A 50 Remix) (5:25)
- Call Out Hook (Deeper Mix) (0:20)
- Call Out Hook (Deep Mix) (0:15)

### VK cassettesingle
- Together Again (Radio Edit) (4:07)
- Together Again (Tony Humphries Club Mix) (6:44)
- Together Again (Jimmy Jam Deep Remix) (5:46)
- Together Again (Radio Edit) (4:07)
- Together Again (Tony Humphries Club Mix) (6:44)
- Together Again (Jimmy Jam Deep Remix) (5:46)

### Japan 5"-cd-single
- Together Again (Radio Edit) (4:08)
- Together Again (Tony Humphries Club Mix) (6:43)
- Together Again (DJ Premier 100 In A 50 Remix) (5:23)
- Together Again (Jimmy Jam Deep Remix) (5:46)
- Together Again (Tony Moran 7 Edit W/ Janet Vocal Intro) (5:30)
- Together Again (Jimmy Jam Deeper Radio Edit) (3:58)

### Australië 5"-cd-single
- Together Again (Radio Edit) (4:08)
- Together Again (Tony Humphries Club Mix) (6:43)
- Together Again (DJ Premier 100 In A 50 Remix) (5:23)
- Together Again (Jimmy Jam Deep Remix) (5:46)
- Together Again (Tony Moran 7 Edit W/ Janet Vocal Intro) (5:30)
- Together Again (Jimmy Jam Deeper Radio Edit) (3:58)

## Officiële versies/remixes
- Album Version (5:01)
- Radio Edit (4:08)
- Single Edit (4:22)
- Jimmy Jam Deep Remix (5:49)
- Jimmy Jam Deep Radio Edit (4:16)
- Jimmy Jam Extended Deep Club Mix (6:29)
- Jimmy Jam Deeper Remix (4:53)
- Jimmy Jam Deeper Radio Edit (4:00)
- Tony Moran 7" Edit w./Janet Vocal Intro (5:29)
- Tony Moran 12" Club Mix (11:00)
- Tony Moran Radio Edit (5:20)
- Tony Moran T&G Dub (6:45)
- Tony Moran T&G Tribal Mix (6:53)
- Tony Humphries Club Mix (6:44)
- Tony Humphries 12" Club Mix (9:57)
- Tony Humphries FBI Dub (7:20)
- Tony Humphries White & Black Dub (6:30)
- DJ Premier 100 In A 50 Mix (5:22)
- DJ Premier Just Tha Bass (5:22)
- Jonathan Peters Sound Factory Floor/Original Mix (12:29)
- Jonathan Peters Tight Mix (15:24)
- Jonathan Peters Tight Mix Edit Pt. 1 (5:25)
- Jonathan Peters Tight Mix Edit Pt. 2 (9:49)
- Jonathan Peters Vocal Radio Mix (4:28)
- Jonathan Peters Mixshow (7:09)
- Call Out Hook Chorus (0:13)
- Call Out Hook Verse (0:16)

## Hitnoteringen
| "Together Again" in de Nederlandse Top 40 - binnen: 27-12-1997 | "Together Again" in de Nederlandse Top 40 - binnen: 27-12-1997 | "Together Again" in de Nederlandse Top 40 - binnen: 27-12-1997 | "Together Again" in de Nederlandse Top 40 - binnen: 27-12-1997 | "Together Again" in de Nederlandse Top 40 - binnen: 27-12-1997 | "Together Again" in de Nederlandse Top 40 - binnen: 27-12-1997 | "Together Again" in de Nederlandse Top 40 - binnen: 27-12-1997 | "Together Again" in de Nederlandse Top 40 - binnen: 27-12-1997 | "Together Again" in de Nederlandse Top 40 - binnen: 27-12-1997 | "Together Again" in de Nederlandse Top 40 - binnen: 27-12-1997 | "Together Again" in de Nederlandse Top 40 - binnen: 27-12-1997 | "Together Again" in de Nederlandse Top 40 - binnen: 27-12-1997 | "Together Again" in de Nederlandse Top 40 - binnen: 27-12-1997 | "Together Again" in de Nederlandse Top 40 - binnen: 27-12-1997 | "Together Again" in de Nederlandse Top 40 - binnen: 27-12-1997 | "Together Again" in de Nederlandse Top 40 - binnen: 27-12-1997 | "Together Again" in de Nederlandse Top 40 - binnen: 27-12-1997 | "Together Again" in de Nederlandse Top 40 - binnen: 27-12-1997 | "Together Again" in de Nederlandse Top 40 - binnen: 27-12-1997 | "Together Again" in de Nederlandse Top 40 - binnen: 27-12-1997 | "Together Again" in de Nederlandse Top 40 - binnen: 27-12-1997 | "Together Again" in de Nederlandse Top 40 - binnen: 27-12-1997 | "Together Again" in de Nederlandse Top 40 - binnen: 27-12-1997 |
| Week                                                           | 01                                                             | 02                                                             | 03                                                             | 04                                                             | 05                                                             | 06                                                             | 07                                                             | 08                                                             | 09                                                             | 10                                                             | 11                                                             | 12                                                             | 13                                                             | 14                                                             | 15                                                             | 16                                                             | 17                                                             | 18                                                             | 19                                                             | 20                                                             | 21                                                             |                                                                |
| -------------------------------------------------------------- | -------------------------------------------------------------- | -------------------------------------------------------------- | -------------------------------------------------------------- | -------------------------------------------------------------- | -------------------------------------------------------------- | -------------------------------------------------------------- | -------------------------------------------------------------- | -------------------------------------------------------------- | -------------------------------------------------------------- | -------------------------------------------------------------- | -------------------------------------------------------------- | -------------------------------------------------------------- | -------------------------------------------------------------- | -------------------------------------------------------------- | -------------------------------------------------------------- | -------------------------------------------------------------- | -------------------------------------------------------------- | -------------------------------------------------------------- | -------------------------------------------------------------- | -------------------------------------------------------------- | -------------------------------------------------------------- | -------------------------------------------------------------- |
| Nummer                                                         | 18                                                             | 13                                                             | 5                                                              | 3                                                              | 1                                                              | 1                                                              | 1                                                              | 2                                                              | 2                                                              | 2                                                              | 3                                                              | 3                                                              | 5                                                              | 12                                                             | 10                                                             | 9                                                              | 14                                                             | 21                                                             | 26                                                             | 28                                                             | 34                                                             | uit                                                            |

| "Together Again" in de Nederlandse Single Top 100 - binnen: 13-12-1997 | "Together Again" in de Nederlandse Single Top 100 - binnen: 13-12-1997 | "Together Again" in de Nederlandse Single Top 100 - binnen: 13-12-1997 | "Together Again" in de Nederlandse Single Top 100 - binnen: 13-12-1997 | "Together Again" in de Nederlandse Single Top 100 - binnen: 13-12-1997 | "Together Again" in de Nederlandse Single Top 100 - binnen: 13-12-1997 | "Together Again" in de Nederlandse Single Top 100 - binnen: 13-12-1997 | "Together Again" in de Nederlandse Single Top 100 - binnen: 13-12-1997 | "Together Again" in de Nederlandse Single Top 100 - binnen: 13-12-1997 | "Together Again" in de Nederlandse Single Top 100 - binnen: 13-12-1997 | "Together Again" in de Nederlandse Single Top 100 - binnen: 13-12-1997 | "Together Again" in de Nederlandse Single Top 100 - binnen: 13-12-1997 | "Together Again" in de Nederlandse Single Top 100 - binnen: 13-12-1997 | "Together Again" in de Nederlandse Single Top 100 - binnen: 13-12-1997 | "Together Again" in de Nederlandse Single Top 100 - binnen: 13-12-1997 | "Together Again" in de Nederlandse Single Top 100 - binnen: 13-12-1997 | "Together Again" in de Nederlandse Single Top 100 - binnen: 13-12-1997 | "Together Again" in de Nederlandse Single Top 100 - binnen: 13-12-1997 | "Together Again" in de Nederlandse Single Top 100 - binnen: 13-12-1997 | "Together Again" in de Nederlandse Single Top 100 - binnen: 13-12-1997 | "Together Again" in de Nederlandse Single Top 100 - binnen: 13-12-1997 | "Together Again" in de Nederlandse Single Top 100 - binnen: 13-12-1997 | "Together Again" in de Nederlandse Single Top 100 - binnen: 13-12-1997 | "Together Again" in de Nederlandse Single Top 100 - binnen: 13-12-1997 | "Together Again" in de Nederlandse Single Top 100 - binnen: 13-12-1997 | "Together Again" in de Nederlandse Single Top 100 - binnen: 13-12-1997 | "Together Again" in de Nederlandse Single Top 100 - binnen: 13-12-1997 | "Together Again" in de Nederlandse Single Top 100 - binnen: 13-12-1997 | "Together Again" in de Nederlandse Single Top 100 - binnen: 13-12-1997 | "Together Again" in de Nederlandse Single Top 100 - binnen: 13-12-1997 | "Together Again" in de Nederlandse Single Top 100 - binnen: 13-12-1997 | "Together Again" in de Nederlandse Single Top 100 - binnen: 13-12-1997 | "Together Again" in de Nederlandse Single Top 100 - binnen: 13-12-1997 | "Together Again" in de Nederlandse Single Top 100 - binnen: 13-12-1997 |
| Week                                                                   | 01                                                                     | 02                                                                     | 03                                                                     | 04                                                                     | 05                                                                     | 06                                                                     | 07                                                                     | 08                                                                     | 09                                                                     | 10                                                                     | 11                                                                     | 12                                                                     | 13                                                                     | 14                                                                     | 15                                                                     | 16                                                                     | 17                                                                     | 18                                                                     | 19                                                                     | 20                                                                     | 21                                                                     | 22                                                                     | 23                                                                     | 24                                                                     | 25                                                                     | 26                                                                     | 27                                                                     | 28                                                                     | 29                                                                     | 30                                                                     | 31                                                                     | 32                                                                     |                                                                        |
| ---------------------------------------------------------------------- | ---------------------------------------------------------------------- | ---------------------------------------------------------------------- | ---------------------------------------------------------------------- | ---------------------------------------------------------------------- | ---------------------------------------------------------------------- | ---------------------------------------------------------------------- | ---------------------------------------------------------------------- | ---------------------------------------------------------------------- | ---------------------------------------------------------------------- | ---------------------------------------------------------------------- | ---------------------------------------------------------------------- | ---------------------------------------------------------------------- | ---------------------------------------------------------------------- | ---------------------------------------------------------------------- | ---------------------------------------------------------------------- | ---------------------------------------------------------------------- | ---------------------------------------------------------------------- | ---------------------------------------------------------------------- | ---------------------------------------------------------------------- | ---------------------------------------------------------------------- | ---------------------------------------------------------------------- | ---------------------------------------------------------------------- | ---------------------------------------------------------------------- | ---------------------------------------------------------------------- | ---------------------------------------------------------------------- | ---------------------------------------------------------------------- | ---------------------------------------------------------------------- | ---------------------------------------------------------------------- | ---------------------------------------------------------------------- | ---------------------------------------------------------------------- | ---------------------------------------------------------------------- | ---------------------------------------------------------------------- | ---------------------------------------------------------------------- |
| Nummer                                                                 | 61                                                                     | 34                                                                     | 20                                                                     | 12                                                                     | 5                                                                      | 2                                                                      | 2                                                                      | 1                                                                      | 1                                                                      | 2                                                                      | 2                                                                      | 3                                                                      | 3                                                                      | 3                                                                      | 5                                                                      | 5                                                                      | 7                                                                      | 8                                                                      | 10                                                                     | 17                                                                     | 18                                                                     | 24                                                                     | 29                                                                     | 32                                                                     | 38                                                                     | 44                                                                     | 51                                                                     | 56                                                                     | 66                                                                     | 68                                                                     | 71                                                                     | 82                                                                     | uit                                                                    |

| "Together Again" in de Vlaamse Ultratop 50 - binnen: 20-12-1997 | "Together Again" in de Vlaamse Ultratop 50 - binnen: 20-12-1997 | "Together Again" in de Vlaamse Ultratop 50 - binnen: 20-12-1997 | "Together Again" in de Vlaamse Ultratop 50 - binnen: 20-12-1997 | "Together Again" in de Vlaamse Ultratop 50 - binnen: 20-12-1997 | "Together Again" in de Vlaamse Ultratop 50 - binnen: 20-12-1997 | "Together Again" in de Vlaamse Ultratop 50 - binnen: 20-12-1997 | "Together Again" in de Vlaamse Ultratop 50 - binnen: 20-12-1997 | "Together Again" in de Vlaamse Ultratop 50 - binnen: 20-12-1997 | "Together Again" in de Vlaamse Ultratop 50 - binnen: 20-12-1997 | "Together Again" in de Vlaamse Ultratop 50 - binnen: 20-12-1997 | "Together Again" in de Vlaamse Ultratop 50 - binnen: 20-12-1997 | "Together Again" in de Vlaamse Ultratop 50 - binnen: 20-12-1997 | "Together Again" in de Vlaamse Ultratop 50 - binnen: 20-12-1997 | "Together Again" in de Vlaamse Ultratop 50 - binnen: 20-12-1997 | "Together Again" in de Vlaamse Ultratop 50 - binnen: 20-12-1997 | "Together Again" in de Vlaamse Ultratop 50 - binnen: 20-12-1997 | "Together Again" in de Vlaamse Ultratop 50 - binnen: 20-12-1997 | "Together Again" in de Vlaamse Ultratop 50 - binnen: 20-12-1997 | "Together Again" in de Vlaamse Ultratop 50 - binnen: 20-12-1997 | "Together Again" in de Vlaamse Ultratop 50 - binnen: 20-12-1997 | "Together Again" in de Vlaamse Ultratop 50 - binnen: 20-12-1997 | "Together Again" in de Vlaamse Ultratop 50 - binnen: 20-12-1997 |
| Week                                                            | 01                                                              | 02                                                              | 03                                                              | 04                                                              | 05                                                              | 06                                                              | 07                                                              | 08                                                              | 09                                                              | 10                                                              | 11                                                              | 12                                                              | 13                                                              | 14                                                              | 15                                                              | 16                                                              | 17                                                              | 18                                                              | 19                                                              | 20                                                              | 21                                                              |                                                                 |
| --------------------------------------------------------------- | --------------------------------------------------------------- | --------------------------------------------------------------- | --------------------------------------------------------------- | --------------------------------------------------------------- | --------------------------------------------------------------- | --------------------------------------------------------------- | --------------------------------------------------------------- | --------------------------------------------------------------- | --------------------------------------------------------------- | --------------------------------------------------------------- | --------------------------------------------------------------- | --------------------------------------------------------------- | --------------------------------------------------------------- | --------------------------------------------------------------- | --------------------------------------------------------------- | --------------------------------------------------------------- | --------------------------------------------------------------- | --------------------------------------------------------------- | --------------------------------------------------------------- | --------------------------------------------------------------- | --------------------------------------------------------------- | --------------------------------------------------------------- |
| Nummer                                                          | 38                                                              | 34                                                              | 27                                                              | 15                                                              | 10                                                              | 4                                                               | 3                                                               | 2                                                               | 2                                                               | 5                                                               | 7                                                               | 7                                                               | 6                                                               | 7                                                               | 8                                                               | 12                                                              | 15                                                              | 17                                                              | 22                                                              | 35                                                              | 47                                                              | uit                                                             |